# تشيكون تاكون
تشيكون تاكون (チックンタックン) هي سلسلة مانغا يابانية للكاتب والرسام شوتارو إيشينوموري. عُرضت على شاشة التلفاز في شكل مسلسل أنمي مكون من 23 حلقة على تلفزيون فوجي من إنتاج إستديو بيرو ابتداءً من 9 أبريل 1984 وحتى 28 سبتمبر 1984. تدور السلسلة حول ذكر بط فضائي يدعى تشيكون ومستشاره تاكون، اللذيْن يحاولان إيقاف عالم فضائي مجنون من غزو الأرض.

## الشخصيات
ذكر البط تشيكون (チックン・ダック تشيكون داكُّو)
أداء صوتي: ماساكو سوغايا
القبعة تاكون (タックン・ハット تاكون هاتُّو)
أداء صوتي: كانيتا كيموتسوكي
ميكو ناندا (南田ミコ)
أداء صوتي: مينا توميناغا
جيتاباتا ميكاتان (ジタバタ・メカタン)
أداء صوتي: ناوكي تاتستا
د. بل (ドクター・ベル دوكتا بيرو)
أداء صوتي: شيغيرو تشيبا
غيجيغيجي (ギジギジ)
أداء صوتي: كينيتشي أوغاتا
أكيرا وفوتسوكو ناندا (南田朗とフツ子 ناندا أكيرا تو فوتسوكو)
أداء صوتي: روكورو نايا و‌فومي هيرانو
الكيونكيون (キュンキュンズ كيونكيونزو)
- ماكي (マキ؟)

أداء صوتي: شيكا ساكاموتو
- موكُّو (ムッコ؟، بتشديد الكاف)

أداء صوتي: ناوكو ماتسوي
- ميكو (メーコ؟)

أداء صوتي: يوكو ماتسوتاني
- موكو (モコ؟)

أداء صوتي: تشيه كوجيرو
أندريه (エンドレ إندوري)
أداء صوتي: ماساكو نوزاوا
الأميرة ليا (レイア姫 ريا هيمي)
أداء صوتي: ماتسومي أوشيرو
المنفو (メンフォー号 مِنفو غو)
النازومار (ナマズー号 نازوما غو)
موسوعة واروتشين (ワルチン大事典 واروتشين دايجيتِن)
أداء صوتي: جونبيه تاكيغوتشي

## قائمة الحلقات
| #  | العنوان | تاريخ العرض الأصلي |
| -- | --- | ------------------ |
| 1  | «نسيم الربيع يركب على هفوة: وصول الفضائي» "Harukaze wa Gyagu ni nori, Osawa ga hoshibito go touchaku" (春風はギャグに乗り おさわが星人ご到着)   | 9 أبريل 1984       |
| 2  | «ظهور! وثب! هجوم زهرة كيون!!» "Misemasu! Tobimasu! Hana Kyun Atakku!!" (みせます!跳びます!花キュンアタック!!)                                   | 16 أبريل 1984      |
| 3  | «الأم الغاضبة بشدة! ذعر إكيبانا الكبير!!» "Sūpāmama okoru! Ikebana dai panikku!!" (スーパーママ怒る! 生け花大パニック!!)                        | 23 أبريل 1984      |
| 4  | «فتيات عبر الهاتف!؟ مؤامرة كتاب الهاتف الخادعة» "Denwa kara gyaru!? Osasoi terehon dai sakusen" (電話からギャル!? お誘いテレホン大作戦)         | 30 أبريل 1984      |
| 5  | «هجوم د. بل المضاد! منشار الصخرة القاصفة» "Dr. Beru no dai gyakushū! Nokogiri iwa ni hoeru" (Dr.ベルの大逆襲!ノコギリ岩にほえる)                | 7 مايو 1984        |
| 6  | «منطقة موت صغرى! السباق الرئيسي الجنوني» "Mikuro no kesshiken! Tondemo dai Rēsu" (ミクロの決死圏! とんでも大レース)                             | 12 مايو 1984       |
| 7  | «اختفى الحب الاول في الضباب الليلي؟ إنه ليس حلمًا حزينًا!!» "Yogiri ni kieta hatsukoi? Nakaseru yumejan!!" (夜霧にきえた初恋? 泣かせる夢じゃん!!) | 4 يونيو 1984       |
| 8  | «رسل من الفضاء! هل أنا جميل حقًا؟» "Uchū kara no shisha! Atashi hontōni kirei?" (宇宙からの使者! あたし本当にきれい?)                            | 11 يونيو 1984      |
| 9  | «مفاجأة مصورة! هياج الوحش المُخرِّب» "Bideo bikkuri! Ojama kaijū dai abare" (ビデオびっくり!おじゃま怪獣大あばれ)                                  | 18 يونيو 1984      |
| 10 | «احترس يا ميكو: السفينة المذعورة» "Miko-chan ayaushi Panikku Kōsutā" (ミコちゃんあやうし パニックコースター)                                    | 25 يونيو 1984      |
| 11 | «أليس هذا مدهشًا! رعب الزهور المُقبِّلة» "Sugo~i desu ne! Kyōfu no chūchū hana" (スゴ〜イですね! 恐怖のチューチュー花)                              | 2 يوليو 1984       |
| 12 | «الشخص الشنيع من الفضاء الخارجي» "Uchū kara kita iya~na yatsu" (宇宙から来たイヤ〜なやつ)                                                       | 13 يوليو 1984      |
| 13 | «دعها تطير! سباق سيارات هاتشاميتشا» "Buttobase! Hachamecha jidōsha Rēsu" (ブッ飛ばせ! ハチャメチャ自動車レース)                                 | 20 يوليو 1984      |
| 14 | «الديناصور البدائي ضد السحلية المزركشة النبيلة» "Genshi kyōryū VS erimaki tokagedon" (原始恐竜VSエリマキトカゲドン)                             | 27 يوليو 1984      |
| 15 | «أبعد يديك عن الحلوى!» "Amai mono ni te o dasu na!" (甘い物に手を出すな!)                                                                       | 3 أغسطس 1984       |
| 16 | «جحيم في أرض واروتشين» "Jigoku no Waruchin Rando" (地獄のワルチンランド)                                                                        | 10 أغسطس 1984      |
| 17 | «أستطيع أن أضحك أيضًا: الصخب» "Waratteītomo ōsōdō" (笑っていいとも 大騒動)                                                                       | 17 أغسطس 1984      |
| 18 | «مروع!! جيش الغيلان» "Dokkiri!! Obake gundan" (どっきり!! オバケ軍団)                                                                           | 24 أغسطس 1984      |
| 19 | «وصول لص نهر القمر» "Kaitō mūnribā tōjō" (怪盗ムーンリバー登場)                                                                                 | 31 أغسطس 1984      |
| 20 | «سباق كبير للجانب الآخر من العالم» "Chikyū no ura made dai Rēsu" (地球の裏まで大レース)                                                         | 7 سبتمبر 1984      |
| 21 | «الحب الأول كان شخصًا فظيعًا» "Hatsukoi no kare wa hidoi hito" (初恋のかれはヒドイ人)                                                             | 14 سبتمبر 1984     |
| 22 | «لم أتوقع هذا!؟ رضيع» "Obikai sareta!? Akanbō" (誘かいされた!? 赤ン坊)                                                                          | 21 سبتمبر 1984     |
| 23 | «واروتشين التحمل» "Waruchin Za Gaman" (ワルチン・ザ・ガマン)                                                                                    | 28 سبتمبر 1984     |

## وصلات خارجية
- تشيكون تاكون على موقع ANN anime (الإنجليزية)

- تشيكون تاكون  في شبكة أخبار الأنمي